# 盾弄蝶屬
盾弄蝶屬（學名：Signeta）是弄蝶科弄蝶亞科中的一個屬。物種分佈於澳大利亞東南部。

## 物種
- 盾弄蝶 Signeta flammeata Butler, 1882
- 暗盾弄蝶 Signeta tymbophora Meyrick & Lower, 1902